# Stelis laverna
Stelis laverna là một loài Hymenoptera trong họ Megachilidae. Loài này được Baker mô tả khoa học năm 1999.